# فرانك هوانغ
فرانك هوانغ (بالإنجليزية: Frank Huang)‏ هو عازف كمان أمريكي، ولد في 5 سبتمبر 1978.